# Костомлати под Рипом
Костомлати под Рипом (чеш. Kostomlaty pod Řípem) је насељено мјесто са административним статусом сеоске општине (чеш. obec) у округу Литомјержице, у Устечком крају, Чешка Република.

## Становништво
Према подацима о броју становника из 2014. године насеље је имало 447 становника.